# Pedicularis nigra
Pedicularis nigra là loài thực vật có hoa thuộc họ Cỏ chổi. Loài này được (Bonati) Vaniot ex Bonati mô tả khoa học đầu tiên năm 1921.